# Asif ad-Dawlah Mir Ali Salabat Jang
Asif ad-Dawlah Mir Ali Salabat Jang (Hyderabad, 24 novembre 1718 – Bidar, 16 settembre 1763) fu nizam di Hyderabad dal 1751 al 1762.

## Biografia
Asaf ad-Dawlah Mir Ali Salabat Jang nacque a Hyderabad, figlio terzogenito di Asaf Jah I Nayab, Subedar del Deccan.
Ancora giovane venne nominato deputato viceré da suo fratello maggiore, Ghazi Uddin, nel 1751, ma succedette al trono al nipote Muzaffar Jang solo dopo la morte di questi, venendo acclamato presso il campo di battaglia di Luckridpalli, su pressione dei coloni francesi ed ottenendo il titolo di Nizam di Hyderabad.
Nella successione, egli riuscì ad avere terreno facile dal momento che suo fratello maggiore, Ghazi ud-Din Khan Feroze Jung II, si trovava a Delhi al servizio del gran mogol Ahmad Shah Bahadur e quindi aveva quasi volontariamente abbandonato il trono per seguire la vita di corte e i favoritismi dell'imperatore. Ad ogni modo Ghazi non tardò a contestare l'ascesa al trono del fratello anche se le forze militari del marchese de Bussy-Castelnau (il comandante delle truppe francesi intervenute alla battaglia di Luckridpalli in sostegno del Nizam di Hyderabad) lo fecero desistere da questo proposito.
Durante il suo regno Salabat Jang fece costruire il palazzo Khilwath nella capitale del suo regno, Hyderabad, che da allora divenne sede ufficiale dei successivi Nizam.
L'8 luglio 1762, ad ogni modo, Asif ad-Dawlah venne deposto da suo fratello Asaf Jah II che riteneva ingiusta la sua successione e che intendeva vendicare il sopruso fatto al fratello che si trovava a Delhi e come tale egli fece imprigionare il Nizam nel forte di Bidar dove venne fatto uccidere il 16 settembre 1763. Egli ebbe in vita due figli maschi.